# Tú alfagra land mítt
Tú alfagra land mitt este imnul național din Insulele Feroe.